# Mesomyia nigerrima
Mesomyia nigerrima är en tvåvingeart som beskrevs av M. Josephine Mackerras 1961. Mesomyia nigerrima ingår i släktet Mesomyia och familjen bromsar. Inga underarter finns listade i Catalogue of Life.